# Villamayor de Treviño
Villamayor de Treviño és un municipi de la província de Burgos a la comunitat autònoma de Castella i Lleó. Forma part de la comarca d'Odra-Pisuerga. Limita amb Villadiego, Sasamón i Melgar de Fernamental.

## Demografia
| 1991 |  | 1996 |  | 2001 |  | 2004 |
| ---- |  | ---- |  | ---- |  | ---- |
| 125  |  | 116  |  | 113  |  | 99   |